# Michael Elowitz
Michael B. Elowitz (* 9. Mai 1970) ist ein US-amerikanischer Physiker und Systembiologe. Er ist Professor am Caltech und gilt als Pionier in Synthetischer Biologie.

## Leben
Elowitz wuchs in Los Angeles auf, erhielt 1992 seinen Bachelor-Abschluss in Physik an der University of California in Berkeley und wurde 1999 an der Princeton University in Physik promoviert. Als Post-Doktorand war er an der Rockefeller University. 2003 wurde er Assistant Professor für Biologie und Angewandte Physik am Caltech. Außerdem ist er Forscher am Howard Hughes Medical Institute.
Er untersucht das Zusammenspiel von Genen theoretisch und in In-vivo-Studien künstlicher genetischer Schaltkreise. Experimente mit Stanislas Leibler (Represillator, veröffentlicht 2000 in Nature) an einem künstlichen biologischen Oszillator, der in E. coli-Bakterien eingebaut wurde, zeigten, dass auch bei einfachem negativen Feedback-Schleifen in der Genregulation komplexes Verhalten entstehen kann (erkenntlich an der Produktion eines Leuchtstoffs). Das Experiment war ein Schlüsselexperiment in der synthetischen Biologie. Elowitz zeigte weiterhin mit Eric Siggia und anderen, dass internes und externes Rauschen bei der Genregulation eine große Rolle spielt (veröffentlicht in Science 2002).
Er wurde 2007 MacArthur Fellow. 2008 erhielt er einen Presidential Early Career Award in Science and Technology und 2006 war er Packard Fellow. 2002 erhielt er einen Career Award des Burroughs Wellcome Fund. 2011 wurde er mit dem HFSP Nakasone Award ausgezeichnet und 2019 den Sackler-Preis. 2015 wurde Elowitz in die American Academy of Arts and Sciences gewählt, 2016 in die American Association for the Advancement of Science und 2022 in die National Academy of Sciences. Seit 2018 ist er assoziiertes Mitglied der European Molecular Biology Organization.

## Schriften
- mit W. A. Lim: Build life to understand it, Nature, 468, 2010, 889–890
- mit G. M. Süel, R. P. Kulkarni, J. Dworkin, J. Garcia-Ojalvo: Tunability and noise dependence in differentiation dynamics, Science, 315, 2007, S. 1716–1719.
- Süel, Garcia-Ojalvo, L. Liberman: An excitable gene regulatory circuit induces transient cellular differentiation, Nature, 440, 2006, S. 545–550.
- mit D. Sprinzak D: Reconstruction of genetic circuits, Nature, 438, 2005, S. 443–448.
- mit N. Rosenfeld, J. W. Young, U. Alon, P. S. Swain: Gene regulation at the single-cell level, Science, 307, 2005, S. 1962–1965
- mit A. J. Levin, E. D. Siggia, P. S. Swain: Stochastic Gene Expression in a Single Cell, Science, 297, 2002, S. 1183–1186.
- mit C. Guet, W. Hsing, S. Leibler: Combinatorial synthesis of genetic networks, Science, 296, 2002, S. 1466–1470.
- mit S. Leibler: A synthetic oscillatory network of transcriptional regulators, Nature, 403, 2000, S. 335–338.
- mit N. Rosenfeld, U. Alon: Negative autoregulation speeds the response times of transcription networks, J. Mol. Biol., 323, 2002, S. 785–793
- mit M. G. Surette, P. E. Wolf, J. Stock, S. Leibler: Photoactivation turns green fluorescent protein red, Curr. Biol., 7,1997, S. 809–812